# Lygophis meridionalis
Lygophis meridionalis är en ormart som beskrevs av Schenkel 1902. Lygophis meridionalis ingår i släktet Lygophis och familjen snokar. Inga underarter finns listade i Catalogue of Life.
Denna orm förekommer i Bolivia, Paraguay, sydöstra Brasilien och nordöstra Argentina. Den lever i savanner och gräsmarker. Honor lägger ägg.
Landskapets omvandling till jordbruksmark hotar beståndet. Antagligen har Lygophis meridionalis bra anpassningsförmåga. IUCN listar arten som livskraftig (LC).